# Слава Рашкай
Слава Рашкай (2 януари 1877 – 29 март 1906) е хърватски художник, считан за най-големия хърватски акварелист от края на 19 и началото на 20 век. Глуха по рождение, Рашкай учи във Виена и Загреб, където наставник ѝ е бил известния хърватски художник Бела Чикош Сесия. През 1890-те години на работите ѝ са изложени в цяла Европа, включително и на Експо 1900 г. в Париж. По-късно на Рашкай е поставена диагноза остра депресия и тя лежи в психболница в рамките на последните три години от живота си преди да умре през 1906 г. от туберкулоза в Загреб. Не е оценена и в голяма степен пренебрегвана от историците на изкуството в следващите десетилетия, но в края на 1990-те и началото на 2000-те години интересът към нейното творчество е съживен.

## Наследство
Хърватски филм за противоречивите ѝ отношения със Сесия, наречен 100 минути Слава с режисьор Далибор Mатанич е създаден през 2004 г. Голяма ретроспективна изложба със 185 от нейните творби е открита в Загреб през периода от май до август 2008 година.
Слава Рашкай дава име на образователен център в Загреб, специализиран в практическо и професионално образование за глухите студенти и хора с нарушения в комуникацията.
- Март (1890)
- Жълт петел и бяла кокошка (1896)
- Малка глуха Вера Папич от селото (1897)
- Сънувам в студиото на бившата морга (1897)
- Водни лилии (1899)